# Lista de competições de matemática
Competições de matemática ou olimpíadas de matemática são eventos competitivos nos quais os participantes fazem um teste de matemática. Esses testes podem exigir respostas numéricas ou de múltipla escolha, ou uma solução ou prova escrita detalhada.

## Competições Internacionais de Matemática
- Championnat International de Jeux Mathématiques et Logiques — para todas as idades, principalmente para países de língua francesa, mas a participação não é limitada pelo idioma.
- China Girls Mathematical Olympiad (CGMO) — olimpíada realizada anualmente em diferentes cidades da China para equipes de meninas representando regiões da China e também de vários outros países.
- Integration Bee — competição em cálculo integral realizada em várias instituições de ensino superior nos Estados Unidos e alguns outros países.
- Concurso Interdisciplinar em Modelagem — concurso de equipes para alunos de graduação
- International Mathematical Modeling Challenge — concurso de equipe para estudantes do ensino médio.
- Olimpíada Internacional de Matemática (OIM) — a mais antiga olimpíada internacional, ocorrendo anualmente desde 1959.
- Competição Internacional de Matemática para Estudantes Universitários — competição internacional para estudantes de graduação.
- Concurso de Matemática em Modelagem — concurso de equipe para alunos de graduação.
- Canguru matemático — competição mundial.
- Copa do Mundo de Cálculo Mental — concurso para as melhores calculadoras mentais.
- Concurso Mundial de Matemática Primária (PMWC) — competição mundial.
- Rocket City Math League (RCML) — Competição realizada por alunos da Virgil I. Grissom High School com níveis que variam de Explorer (Pré-Álgebra) a Discovery (Abrangente).
- Mestre Romeno de Matemática e Ciências — Olimpíada para a seleção dos 20 melhores países na última OIM.
- Torneio das Cidades — competição mundial.

## Competições Regionais de Matemática
- Olimpíada de Matemática do Pacífico Asiático — Orla do Pacífico.
- Olimpíada de Matemática dos Balcãs — para estudantes da região dos Bálcãs.
- Caminho do Báltico — área do Báltico.
- Olimpíada Europeia de Matemática Feminina — desde abril de 2012.
- ICAS-Mathematics (anteriormente Australasian Schools Mathematics Assessment).
- Competição de Matemática Mediterrânea. Olimpíada para países da zona mediterrânea.
- Nordic Mathematical Contest (NMC) — os cinco países nórdicos.
- Competição de Matemática do Nordeste Asiático — Nordeste da Ásia.
- Concurso de Matemática do Sudeste Asiático — Sudeste Asiático.
- Concurso de Matemática William Lowell Putnam — Estados Unidos e Canadá.

## Olimpíadas nacionais de matemática

### Austrália
- Competição Australiana de Matemática

### Bangladesh
- Olimpíada de Matemática de Bangladesh (Jatio Gonit Utshob)

### Bélgica
- Olympiade Mathématique Belge - competição para estudantes de língua francesa na Bélgica.
- Vlaamse Wiskunde Olympiade - competição para estudantes de língua holandesa na Bélgica.

### Brasil
- Olimpíada Brasileira de Matemática (OBM) — competição nacional aberta a todos os alunos da sexta série ao ensino superior.[1]
- Olimpíada Brasileira de Matemática das Escolas Públicas (OBMEP) — competição nacional aberta a alunos de escolas públicas da quarta série ao ensino médio.

### França
- Concours général — competição cuja parte de matemática é aberta a alunos do décimo segundo ano

### Índia
- Olimpíada Nacional de Matemática da Índia

### Cingapura
- Singapore Mathematical Olympiad (SMO) — organizada pela Singapore Mathematical Society, a competição está aberta a todos os estudantes pré-universitários em Cingapura.[2]